# Ernest Léger
Ernest Léger, né le 27 février 1944 à Haute-Aboujagane au Nouveau-Brunswick au Canada, est un prélat de l'Église catholique au Canada. Il est ordonné prêtre pour l'archidiocèse de Moncton au Nouveau-Brunswick en 1968. De 1996 à 2002, il est l'archevêque de l'archidiocèse de Moncton.

## Biographie
Ernest Léger est né le 27 février 1944 à Haute-Aboujagane au Nouveau-Brunswick. Le 11 mars 1968, il est ordonné prêtre pour l'archidiocèse de Moncton au Nouveau-Brunswick.
Le 27 novembre 1996, il est nommé archevêque métropolitain de l'archidiocèse de Moncton. Il est consacré évêque le 29 janvier 1997. Le 16 mars 2002, il prend sa retraite.